# ریسدورف
ریسدورف (به آلمانی: Riesdorf) یک منطقهٔ مسکونی در آلمان است که در زودلیشس آنهالت واقع شده‌است. ریسدورف ۱۳۵ نفر جمعیت دارد.